# Thomas Rosales jr.
Thomas Rosales jr. (El Paso (Texas), 3 februari 1948) is een Amerikaans acteur en stuntman.

## Carrière

### Acteur
Rosales begon in 1973 als acteur met acteren in de televisieserie Kojak, waarna hij nog meer dan 160 rollen speelde in televisieseries en films. Zo speelde hij onder ander in Nighthawks (1981), Commando (1985), Raw Deal (1986), RoboCop 2 (1990), Last Action Hero (1993), Naked Gun 33⅓: The Final Insult (1994), Speed (1994), Con Air (1997), Men in Black II (2002), Collateral (2004), The Guardian (2006) en Dawn of the Planet of the Apes (2014).

### Stuntman
Rosales begon in 1973 als stuntman met zijn werk in 1973 met de film Battle for the Planet of the Apes, waarna hij in nog meer dan 180 films en televisieseries zijn werk als stuntman uitvoerde. In 2008 werd hij samen met de stuntcast genomineerd voor een Screen Actors Guild Awards voor hun stuntwerk in de film Pirates of the Caribbean: At World's End.

## Filmografie

### Acteur

#### Films
Selectie:
- 2020 Greenland - als Spaanse chauffeur
- 2020 Spenser Confidential - als Marcelo
- 2015 Our Brand Is Crisis - als chauffeur minivoertuig
- 2014 Dawn of the Planet of the Apes - als oude man
- 2014 Need for Speed - als Valet
- 2012 Bad Ass - als barkeeper
- 2012 Act of Valor - als Christo's RHM
- 2009 Brüno - als Mexicaanse tuinman
- 2008 Superhero Movie - als bandiet in steeg
- 2006 Unknown - als Ponystaart
- 2006 The Guardian - als medewerker vrachtafdeling
- 2004 Collateral - als Ramone
- 2002 Analyze That - als Coyote
- 2002 Men in Black II - als passagier metro
- 2002 Slackers - als conciërge
- 2001 Ocean's Eleven - als beveiliger bij bokswedstrijd
- 2000 Traffic - als getackelde man
- 2000 The Crew - als bendelid van Ventana op schip
- 1998 Deep Impact - als vluchteling
- 1998 Vampires - als Ortega
- 1998 U.S. Marshals - als 727 gevangene
- 1997 Face/Off - als gevangene
- 1997 Con Air - als schutter van Cindino
- 1997 The Lost World: Jurassic Park - als Carter
- 1997 L.A. Confidential - als eerste Mexicaan
- 1996 Escape from L.A. - als bendelid
- 1995 Heat - als bewapende vrachtwagenchauffeur
- 1995 My Family - als de bootman
- 1994 Speed - als Vince
- 1994 Beverly Hills Cop III - als automonteur
- 1994 The Crow - als Sanchez
- 1994 Jimmy Hollywood - als stoere jongen
- 1994 Naked Gun 33⅓: The Final Insult - als gevangene
- 1993 Nowhere to Run - als gevangene
- 1992 Universal Soldier - als Wagner
- 1991 Ricochet - als drugsdealer
- 1990 Kindergarten Cop - als straatjongen
- 1990 Predator 2 - als El Scorpio bendelid
- 1990 Death Warrant - als punk
- 1990 RoboCop 2 - als Chet
- 1987 The Running Man - als Chico
- 1987 La Bamba - als man op feest
- 1986 No Mercy - als man
- 1986 Raw Deal - als Jesus
- 1985 Commando - als jonge guerrilla
- 1981 Nighthawks - als Ripper

#### Televisieseries
Selectie:
- 2006+2012: NCIS  - als Pedro Hernandez - 2 afl.
- 2002: ER - als ordebewaker Enriquez - 2 afl.
- 1993-2000: Walker, Texas Ranger - als diverse personages - 7 afl.
- 1985-1985: The A-Team - als diverse personages - 5 afl.
- 1973-1977: Emergency! - als ordebewaker - 9 afl.

### Stuntman
Selectie:
- 2018 Sicario: Day of the Soldado - film
- 2015 Our Brand Is Crisis - film
- 2015 True Detective - televisieserie - 2 afl.
- 2011 The Green Hornet - film
- 2008 Iron Man - film
- 2008 Superhero Movie - film
- 2007 Lions for Lambs - film
- 2007 Ocean's Thirteen - film
- 2007 No Country for Old Men - film
- 2007 Pirates of the Caribbean: At World's End - film
- 2006 Pirates of the Caribbean: Dead Man's Chest - film
- 2005 The Legend of Zorro - film
- 2004 Collateral - film
- 2003 Once Upon a Time in Mexico - film
- 2003 Pirates of the Caribbean: The Curse of the Black Pearl - film
- 2003 Hulk - film
- 2002 XXX - film
- 2002 Slackers - film
- 2001 Planet of the Apes - film
- 2000 Bedazzled - film
- 2000 The Crew - film
- 1998 The Mask of Zorro - film
- 1998 Lethal Weapon 4 - film
- 1998 Out of Sight - film
- 1998 Deep Impact - film
- 1998 City of Angels - film
- 1997 Face/Off - film
- 1997 Con Air - film
- 1996 Mars Attacks! - film
- 1996 The Crow: City of Angels - film
- 1996 Escape from L.A. - film
- 1996 The Sunchaser - film
- 1996 Up Close & Personal - film
- 1995 Vampire in Brooklyn - film
- 1994 Stargate - film
- 1994 Naked Gun 33⅓: The Final Insult - film
- 1993 Demolition Man - film
- 1993 Menace II Society - film
- 1993 Amos & Andrew - film
- 1993 Falling Down - film
- 1993 Bound by Honor - film
- 1992 Bram Stoker's Dracula - film
- 1992 Memoirs of an Invisible Man - film
- 1991 Ricochet - film
- 1990 Predator 2 - film
- 1989 Weekend at Bernie's - film
- 1988 War and Remembrance - miniserie - 5 afl.
- 1988 They Live - film
- 1988 Midnight Run - film
- 1988 License to Drive - film
- 1988 *batteries not included - film
- 1987 Beauty and the Beast - televisieserie - ? afl.
- 1987 La Bamba - film
- 1986 ¡Three Amigos! - film
- 1985 Commando - film
- 1985 Police Academy 2 - film
- 1984 Red Dawn - film
- 1984 Cannonball Run II - film
- 1983 Scarface - film
- 1975 Lucky Lady - film
- 1974 The Towering Inferno - film
- 1973 Battle for the Planet of the Apes - film

- Gemeinsame Normdatei: 1018205616
- International Standard Name Identifier: 0000 0003 5993 7802
- Library of Congress Control Number: no2016155400
- Virtual International Authority File: 220668265
- WorldCat: E39PBJvmQ96GfpRR7mjpR6Hgrq